# Scottish Division One 1910-1911
La Scottish Division One 1910-1911 è stata la 21ª edizione della massima serie del campionato scozzese di calcio, disputato tra il 16 agosto 1910 e il 29 aprile 1911 e concluso con la vittoria dei Rangers al loro sesto titolo.
Capocannoniere del torneo è stato Willie Reid (Rangers) con 38 reti.

## Stagione
Il Port Glasgow Athletic, retrocesso nella precedente stagione, fu sostituito dal Raith Rovers, esordiente in Division One.
I Rangers conquistarono il titolo alla penultima partita pareggiando 2-2 sul campo del Falkirk, poiché anche l'Aberdeen, secondo, non andò oltre il pari per 1-1 contro il Morton.

## Classifica finale
Fonte:
|       | Pos. | Squadra             | Pt | G  | V  | N  | P  | GF | GS |
| ----- | ---- | ------------------- | -- | -- | -- | -- | -- | -- | -- |
|       | 1.   | Rangers             | 52 | 34 | 23 | 6  | 5  | 90 | 34 |
|       | 2.   | Aberdeen            | 48 | 34 | 19 | 10 | 5  | 53 | 28 |
|       | 3.   | Falkirk             | 44 | 34 | 17 | 10 | 7  | 65 | 42 |
|       | 4.   | Partick Thistle     | 42 | 34 | 17 | 8  | 9  | 50 | 41 |
|       | 5.   | Celtic              | 41 | 34 | 15 | 11 | 8  | 48 | 18 |
|       | 5.   | Dundee              | 41 | 34 | 18 | 5  | 11 | 54 | 42 |
|       | 7.   | Third Lanark        | 39 | 34 | 16 | 7  | 11 | 59 | 53 |
|       | 7.   | Clyde               | 39 | 34 | 14 | 11 | 9  | 45 | 36 |
|       | 9.   | Hibernian           | 36 | 34 | 15 | 6  | 13 | 44 | 48 |
|       | 10.  | Kilmarnock          | 34 | 34 | 12 | 10 | 12 | 42 | 45 |
|       | 11.  | Airdrieonians       | 33 | 34 | 12 | 9  | 13 | 49 | 53 |
|       | 12.  | St. Mirren          | 31 | 34 | 12 | 7  | 15 | 46 | 57 |
|       | 13.  | Morton              | 29 | 34 | 9  | 11 | 14 | 49 | 51 |
|       | 14.  | Hearts              | 24 | 34 | 8  | 8  | 18 | 42 | 59 |
|       | 14.  | Raith Rovers        | 24 | 34 | 7  | 10 | 17 | 36 | 55 |
|       | 16.  | Hamilton Academical | 21 | 34 | 8  | 5  | 21 | 31 | 60 |
| [ 3 ] | 17.  | Motherwell          | 20 | 34 | 8  | 4  | 22 | 37 | 66 |
| [ 3 ] | 18.  | Queen's Park        | 14 | 34 | 5  | 4  | 25 | 28 | 80 |

Legenda:
      Campione di Scozia.
Regolamento:
Due punti a vittoria, uno a pareggio, zero a sconfitta.
Vigeva il pari merito. In caso di arrivo a pari punti per l'assegnazione del titolo o per i posti destinati alla rielezione automatica era previsto uno spareggio.
Note:
Il Motherwell e il Queen's Park furono rieletti per la stagione successiva.